# Poste Italiane
Poste Italiane S.p.A. er en italiensk logistik- postvirksomhed. Foruden de typiske postprodukter tilbyder de logistik, kommunikationsløsninger, bank og forsikringer.
Lov nr. 604 fra 5. maj 1862, (postreformen), skabte en national og centraliseret organisation for postale services.